# Zdeněk Šebek
Zdeněk Šebek (1959) es un deportista checo que compitió en tiro con arco adaptado. Ganó una medalla de oro en los Juegos Paralímpicos de Sídney 2000 en la prueba individual (clase W1).

## Palmarés internacional
| Juegos Paralímpicos | Juegos Paralímpicos | Juegos Paralímpicos | Juegos Paralímpicos |
| Año                 | Lugar               | Medalla             | Prueba              |
| ------------------- | ------------------- | ------------------- | ------------------- |
| 2000                | Sídney (Australia)  | Medalla de oro      | Individual W1       |